# Tryonia brunei
Tryonia brunei là một loài ốc nước ngọt rất nhỏ có mang và vảy ốc, là động vật thân mềm chân bụng sống trong nước thuộc họ Hydrobiidae. Đây là loài đặc hữu của Hoa Kỳ.